# Brosse à rechampir
Pour les articles homonymes, voir Brosse.

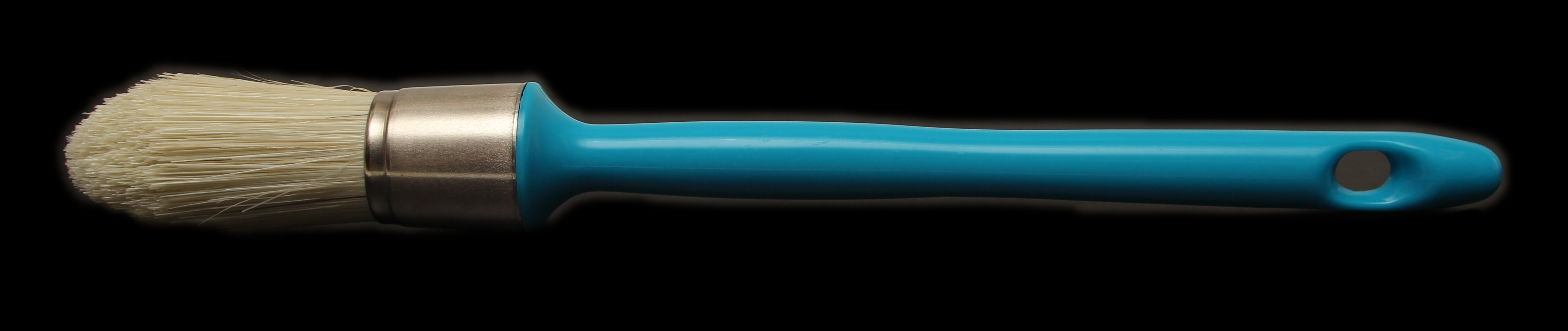
Brosse à rechampir.

Une brosse à rechampir est une brosse à peindre ronde et pointue, généralement en soies de porc, utilisée par les peintres-décorateurs et les peintres en bâtiment. 
En modifiant la pression et l'inclinaison de la brosse, elle permet de faire des traits d'épaisseur contrôlée ou de bien « suivre » une surface à délimiter. 
Elle est particulièrement destinée à la technique du réchampi ou réchampissage, qui consiste à mettre en valeur un fond (= un champ),  en traçant autour un filet contrasté ou en mettant en relief certains éléments d'une moulure ou d'un cadre en appliquant une couleur plus foncée. 
Les peintres en bâtiment l'utilisent couramment pour dégager les angles, c'est-à-dire à peindre dans l'angle d'un mur en évitant de déborder sur le mur perpendiculaire.